# Pont d'Armor de Saint-Brieuc
Le pont d'Armor est un pont routier achevé en 1962, qui connecte la RN12 (E50) à l'entrée de Saint-Brieuc. Les maîtres d'œuvre sont François Lepine et Georges Morvan. Il est inauguré le 15 juillet 1962.
Il est situé à proximité du tribunal de Saint-Brieuc ainsi que du restaurant universitaire, ancienne gare centrale du réseau des chemins de fer des Côtes-du-Nord.

## Caractéristiques
Le pont est en béton armé et de configuration pont en arc.
- Longueur totale : 164 m
- Portée principale : 80 m
- Hauteur : 41 m